# Neuenkirchen (Osnabrücki járás)
Neuenkirchen település Németországban, azon belül Alsó-Szászország tartományban. Lakosainak száma 4650 fő (2023. december 31.). Neuenkirchen Merzen, Bramsche, Westerkappeln, Mettingen, Recke és Voltlage községekkel határos.

## Népesség
A település népességének változása:
| Lakosok száma | 4489 | 4511 | 4547 | 4549 | 4605 | 4652 | 4650 |
|               | 2014 | 2016 | 2017 | 2019 | 2021 | 2022 | 2023 |